# Elatostema glabribracteum
Elatostema glabribracteum är en nässelväxtart som beskrevs av Wen Tsai Wang. Elatostema glabribracteum ingår i släktet Elatostema och familjen nässelväxter. Inga underarter finns listade i Catalogue of Life.